# Mochales
Mochales település Spanyolországban, Guadalajara tartományban. Mochales Villel de Mesa, Tartanedo, Establés és Maranchón községekkel határos. Lakosainak száma 35 fő (2024).

## Népesség
A település népessége az utóbbi években az alábbiak szerint változott:
| Lakosok száma | 114  | 90   | 77   | 58   | 76   | 52   | 50   | 46   | 42   | 35   |
|               | 2001 | 2004 | 2006 | 2009 | 2011 | 2014 | 2016 | 2019 | 2021 | 2024 |